# Days (中森明菜の曲)
「Days」（デイズ）は、日本の歌手である中森明菜の楽曲。この楽曲は中森の42枚目のシングルとして、2003年4月30日にユニバーサルJよりリリースされた (12cmCD：UMCK-5094)。

## 背景
「Days」は、2003年5月14日発売の中森のスタジオ・アルバム『I hope so』からの先行シングルとして、2003年4月30日にCDシングル (12cmCD: UMCK-5094)でリリースされた。2005年7月1日にはデジタル・ダウンロードでもリリースされた。本作は、インストゥルメンタルを含めた自身初の5曲収録のシングルとなった。本作のプロデュースには、武部聡志を迎えた。武部は、スタジオ・アルバム『I hope so』のプロデュースも担当した。「Days」は、織田哲郎が作曲し、プロデュースを務める武部が編曲を手掛け、中森が作詞した。シングルA面での中森の作詞は、1995年11月の「Tokyo Rose」以来であった。「Days」は、テレビ東京系『女と愛とミステリー』エンディングテーマ曲に使用された。この楽曲のミュージック・ビデオも制作され、『I hope so』の初回限定盤のDVDに収録された。このミュージック・ビデオの監督は、嘉本哲也が務めた。
シングル盤「Days」の2曲目として発表された「華 -HANA-」は、NHK-BS1『地球ウォーカー』テーマ曲で、夏野芹子の作詞と内池秀和の作曲に、鳥山雄司が編曲を手掛けた楽曲である。同曲は同スタジオ・アルバムには未収録であったが、2006年1月発売のベスト・アルバム『BEST FINGER 25th anniversary selection』に収録された。
続いてシングル「Days」のボーナス・トラックとして3曲目には、au (ムービーメール)のイメージCMソングに使用された松田聖子のカバー曲「瑠璃色の地球」（カバー・アルバム『-ZEROalbum- 歌姫2』より）が収録された。本作で収録された同カバー曲のアレンジは、同カバー・アルバム収録と同様に千住明である。

## 批評
『CDジャーナル』は「Days」の歌唱について「激しい思いを内に秘めながら淡々と歌い上げるヴォーカルが絶品。」と批評。『WHAT's IN?』の大野貴史は本曲について「しっとりとしていながらも感情の濃度は高めのボーカルが圧巻だ。」と批評した。

## チャート成績
この楽曲は、オリコン週間シングルチャートの2003年5月12日付で、最高順位30位を記録した。同チャートには、計4週に渡ってランクインしている。

## 収録曲
| #         | タイトル                      | 作詞      | 作曲      | 編曲      | 時間  |
| --------- | ----------------------------- | --------- | --------- | --------- | ----- |
| 1.        | 「Days」                      | 中森明菜  | 織田哲郎  | 武部聡志  | 5:00  |
| 2.        | 「華 -HANA-」                 | 夏野芹子  | 内池秀和  | 鳥山雄司  | 4:50  |
| 3.        | 「瑠璃色の地球」(bonus track) | 松本隆    | 平井夏美  | 千住明    | 4:24  |
| 4.        | 「Days」(instrumental)        |           |           |           | 5:01  |
| 5.        | 「華 -HANA-」(instrumental)   |           |           |           | 4:45  |
| 合計時間: | 合計時間:                     | 合計時間: | 合計時間: | 合計時間: | 24:00 |

## クレジット
「Days」のライナー・ノーツより
- Produced by 武部聡志
- 「Days」
  - Cut Guitar: 鳥山雄司
  - Keyboards: 武部聡志
  - Strings: 弦一徹ストリングス
  - Synthesizer Programing: 山中雅文
- 「華 -HANA-」
  - Cut Guitar & Synthesizer Programing: 鳥山雄司
  - 鳥山雄司 by the courtesy of Sony Music Records Inc.
- Recorded & Mixed by 三浦瑞生 (MIXER'S LAB CO,LTD.)
- Recorded by 加納洋一郎 (MIXER'S LAB CO,LTD.)、香惟茂樹 (I to I communications, Inc.)
- アシスタント・エンジニアズ: 片倉麻美子、森田信之、須加野宏之 (MIXER'S LAB CO,LTD.)
- 録音: オンエア麻布スタジオ、517スタジオ、ウェストサイド、バーニッシュストーンレコーディングスタジオ
- Mixed at: オンエア麻布スタジオ、ウェストサイド
- Mastered by 藤野成喜 (UNIVERSAL MUSIC K.K.)
- Masterd at: ユニバーサルミュージック・マスタリング・ルーム #1
- Directed by 森淳一 (UNIVERSAL J)、鈴木順 (Halftone Music & Systems, inc.)
- A&Rチーフ: 藤倉尚 (UNIVERSAL J)
- プロモーション・チーフ: 大原浩 (UNIVERSAL J)
- セールス・プロモーション: 古屋廣人、寺舘京子 (UNIVERSAL MUSIC K.K.)
- デザイン・コーディネーション: 宮本仁美 (UNIVERSAL MUSIC K.K.)
- レコーディング・コーディネーターズ: 堀野隆敏、野澤奈美 (Halftone Music & Systems, inc.)
- トータル・グラフィックス・デザイン: MD FACTORY INC.
- アート・ディレクション: 中島裕次
- デザイナー: 田代嘉織
- スーパーバイザーズ: 高橋良一 (UNIVERSAL J)、羽佐間健二
- エグゼクティブ・プロデューサー: 寺林晁 (UNIVERSAL MUSIC K.K.)
- エグゼクティブ・プロデューサー&ディレクター: 門村崇志 (FAITH INC.)
- スペシャル・サンクス: 内野二朗、小倉禎子 (Music League Inc.)、不破敏之 (TV TOKYO)、沼部俊夫、内藤公子、山田由佳 (TV TOKYO MUSIC)、千本信昭 (JAPAN BROADCASTING CORPORATION.)、大本光俊、永洞貴 (JAPAN BROADCASTING PUBLISHING CO,LTD.)

## 収録アルバム
Days
- 『I hope so』[1][8]
- 『BEST FINGER 25th anniversary selection』[1][11]

華 -HANA-
- 『BEST FINGER 25th anniversary selection』[1][11]

瑠璃色の地球」
- 『-ZEROalbum- 歌姫2』[1][12]
- 『歌姫 Complete Box Empress』[1][15]
- 『歌姫ベスト 〜25th Anniversary Selection〜』[1][16]